# Kisarazu

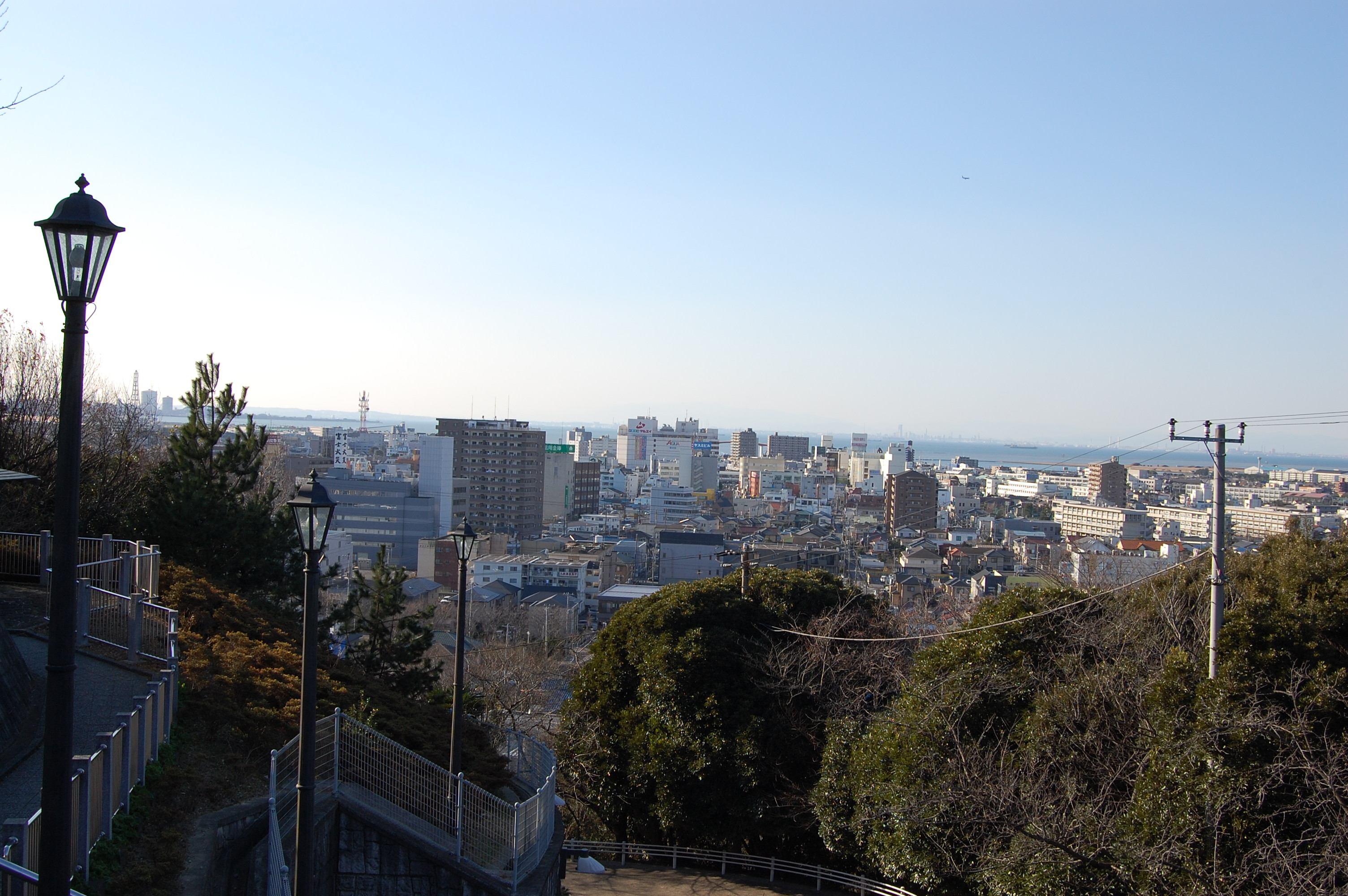
Centrul oraşului Kisarazu

Kisarazu (木更津市 Kisarazu-shi?), este un municipiu din Japonia, prefectura Chiba.